# NGC 5701
NGC 5701 is een balkspiraalstelsel in het sterrenbeeld Maagd. Het hemelobject werd op 29 april 1786 ontdekt door de Duits-Britse astronoom William Herschel.

## Synoniemen
- UGC 9436
- MCG 1-37-42
- ZWG 47.127
- IRAS 14368+0534
- PGC 52365